# حياة براين لمونتي بايثون (ألبوم)
حياة براين لمونتي بايثون هو ثاني ألبوم موسيقى تصويرية تصدره مجموعة مونتي بايثون الكوميدية البريطانية، والذي صدر عام 1979 بالتزامن مع إصدار فيلم حياة براين. يحتوي الألبوم على أجزاء من الفيلم تم قطعها عن طريق ربط مقاطع يؤديها إريك إيدل وجراهام تشابمان، وهما أيضًا من عملا على إنتاج الألبوم بعد محاولة مايكل بالين التي لم تنجح. يبدأ الألبوم بعرض موجز لأغنية هافا ناجيلا على مزمار القربة الاسكتلندي، وهي الأغنية التي كان من المفترض أن تظهر في أحد مشاهد الفيلم المحذوفة.
على غرار الجدل الدائر حول الفيلم، تم حظر الألبوم في أيرلندا بعد أن أوضح الكاهل برايان دارسي كيف أن الألبوم استطاع أن يستغل ثغرة في قوانين الرقابة في البلاد، مدعيًا أن «أي شخص يشتري الاسطوانة ويجدها مضحكة يجب أن يكون لديه شيء خاطئ في عقليته». ومع ذلك، وصل الألبوم إلى رقم 63 في قائمة المملكة المتحدة.
في عام 2006، تم إصدار نسخة خاصة من الألبوم على هيئة اسطوانة ضمت ست تراكات إضافية تشتمل على مقتطفات وعروض توضيحية ومواد دعائية في نهاية الألبوم.

## القوائم
| 1979                                    | أعلى ترتيب |
| --------------------------------------- | ---------- |
| أستراليا (كينت ميوزيك ريبورت)           | 11         |
| المملكة المتحدة ( شركة الجداول الرسمية) | 63         |